# IC 1657
IC 1657 (також позначається як IC 1663) — галактика типу SBbc (компактна витягнута галактика) у сузір'ї Скульптор.
Цей об'єкт міститься в оригінальній редакції індексного каталогу.